# Hugo Lederer
Hugo Lederer (Znojmo, 16 novembre 1871 – Berlino, 1º agosto 1940) è stato uno scultore e architetto tedesco.

## Biografia

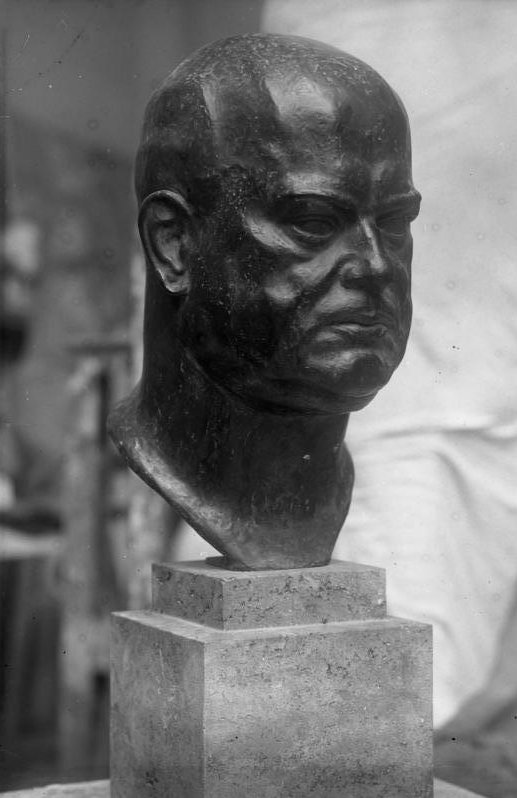
Busto del Cancelliere Gustav Stresemann, Archivio federale, 1929

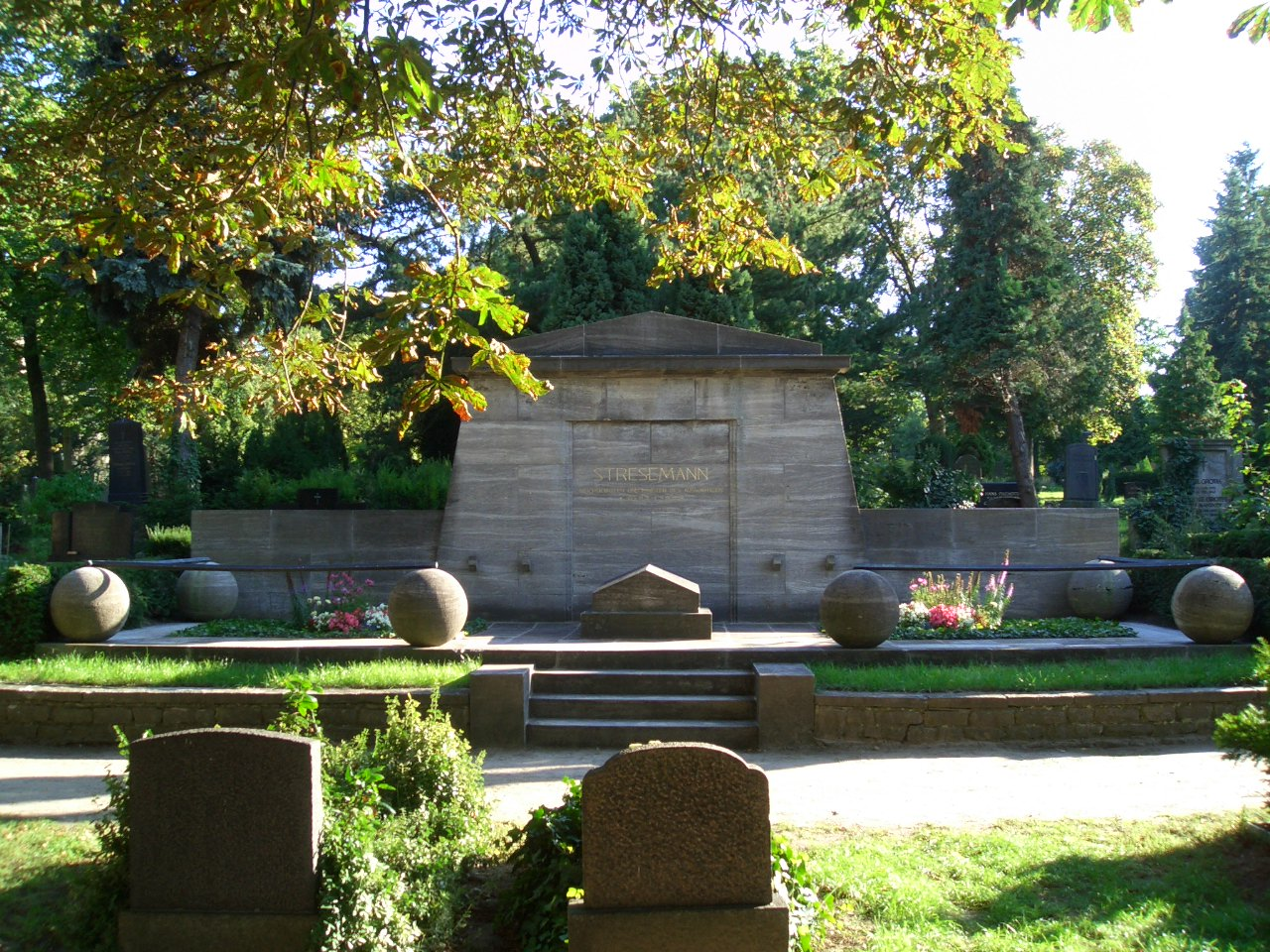
Tomba del Cancelliere Gustav Stresemann al cimitero Luisenstädtischer di Berlino

### Nascita, studi e formazione
Hugo Lederer nacque il 16 novembre 1871 a Znojmo, figlio di un pittore decorativo.
Negli anni dal 1884 al 1888, Lederer frequentò la Scuola tecnica di industria e artigianato a Znojmo.
Per mantenersi gli studi, in quegli anni diede lezioni di disegno e realizzò lavori in un laboratorio di ceramica.
Subito dopo la laurea, Adalbert Deutschmann lo assunse per il suo studio di arti e mestieri a Erfurt.
Nel 1890 Lederer si trasferì a Dresda nel laboratorio dello scultore Johannes Schilling. Due anni dopo, lo scultore Christian Behrens lo ingaggiò a Varsavia, ma nello stesso anno Lederer andò a Berlino da Robert Toberentz.

### Gli esordi e i lavori importanti
Nel 1898 ricevette da Krefeld il primo contratto pubblico, un gruppo Genius e aprì un suo studio a Berlino.
I suoi esordi nell'architettura si svolsero a Znaim, seguiti da capannoni ad Ústí nad Labem, dopo di che si occupò principalmente di sculture e di decorazioni urbane, come fontane, monumenti, statue di genere, ritratti.
Nel 1907 è stato incaricato di creare, per la nuova costruzione del Museo di Stato della provincia di Westfalia a Munster, la statua equestre di San Giorgio dopo aver sconfitto il drago, che adorna la facciata est dell'edificio dal 1908.
L'anno seguente Lederer diventò membro della Reale Accademia di arte, scienza e letteratura.
Contemporaneamente realizzò il monumento equestre dell'imperatore Federico III d'Asburgo ad Aquisgrana, inaugurato nel 1911 alla presenza del Kaiser Guglielmo II di Württemberg. Quest'ultimo assicurò poi a Lederer la direzione della classe di scultura all'Accademia di Belle Arti nel 1919, succedendo al prof. Ernst Herter.

### Membro di accademie, mostre ed esposizioni
Il 7 giugno 1923, Lederer fu ammesso all'Ordine Pour le Mérite per la Scienza e l'Arte assieme a Albert Einstein, Max Liebermann, Felix Klein e nel 1925, l'Accademia di Belle Arti di Monaco lo nominò membro onorario, così come le Accademie di Dresda, di Amburgo e di Vienna.
Già nel 1910 e nel 1914 le sue opere furono esposte a Brno e a Znojmo, nel 1928 nuovamente a Brno, e nel 1936 nella Galleria Nazionale di Praga, oltre che nella mostra "Arte contemporanea tedesca e architettura", rappresentata a Belgrado e a Zagabria nel 1931.

### Ai tempi del nazismo, gli ultimi anni e la morte

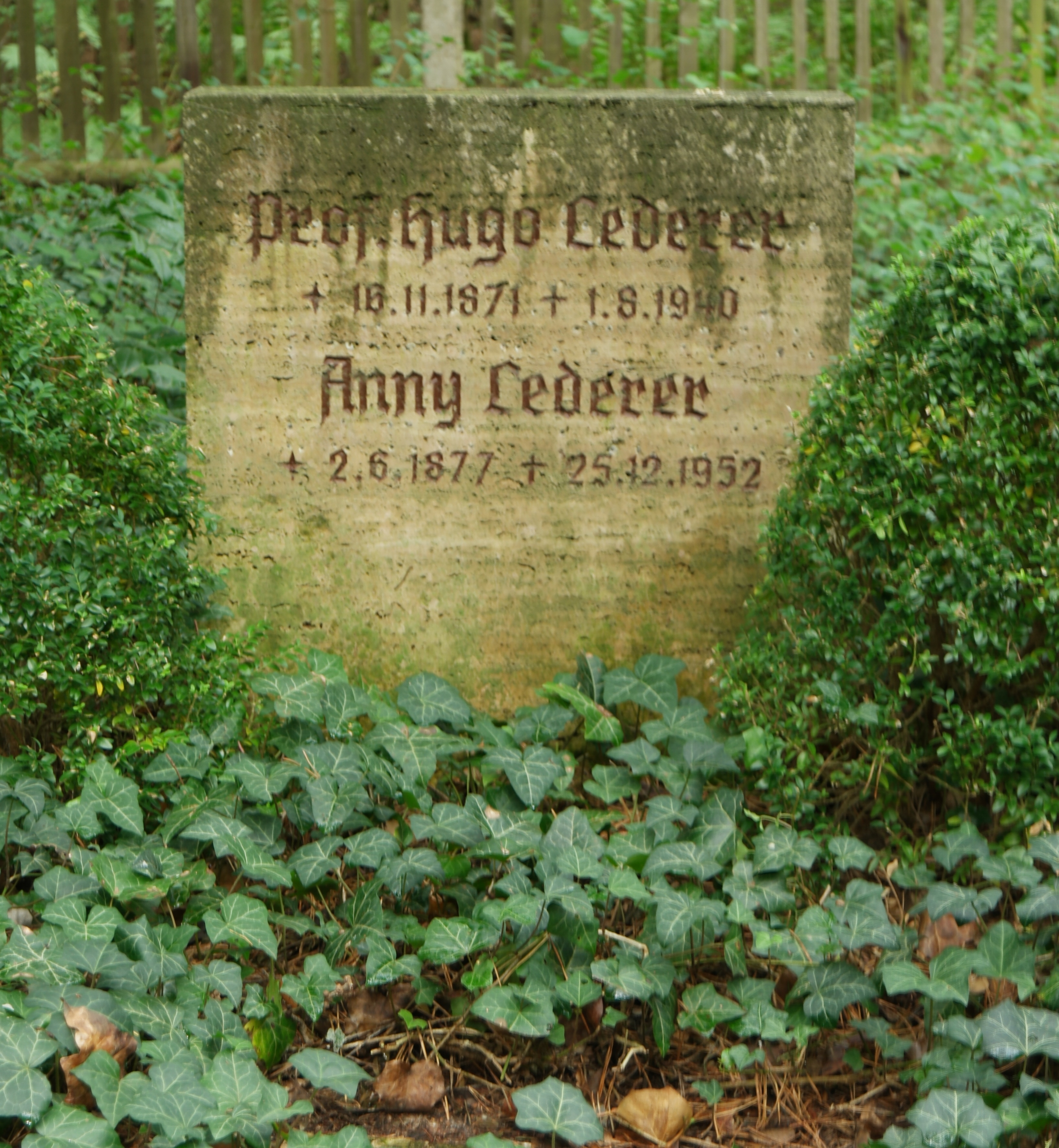
La tomba di Hugo Lederer

La controversia nazista sulla definizione di "arte tedesca", nel 1933-1936, non prese in considerazione le opere di Lederer, perché il suo stile fu ritenuto vuoto, gonfiato e obsoleto per il regime nazista, che distrusse alcune sue opere; invece prima della prima guerra mondiale e nella Repubblica di Weimar le sue opere erano state apprezzate e comprate anche e soprattutto dalla borghesia ebraica.
L'ultimo grande lavoro di Lederer fu ultimato per l'organizzazione Krupp, per l'odierna Villa Hügel, a Essen.
All'età di sessantotto anni Lederer morì il 1º agosto 1940, di paralisi progressiva nell'ospedale San Francesco a Berlino. Il 5 agosto nella cappella dell'ospedale, si è svolta una semplice cerimonia commemorativa; il Ministro della Propaganda Goebbels inviò una corona, e Lederer venne sepolto a Stahnsdorf vicino a Berlino.L'anno seguente le sue opere vennero trasferite dal suo studio di Berlino a Znojmo.

### Stile e allievi

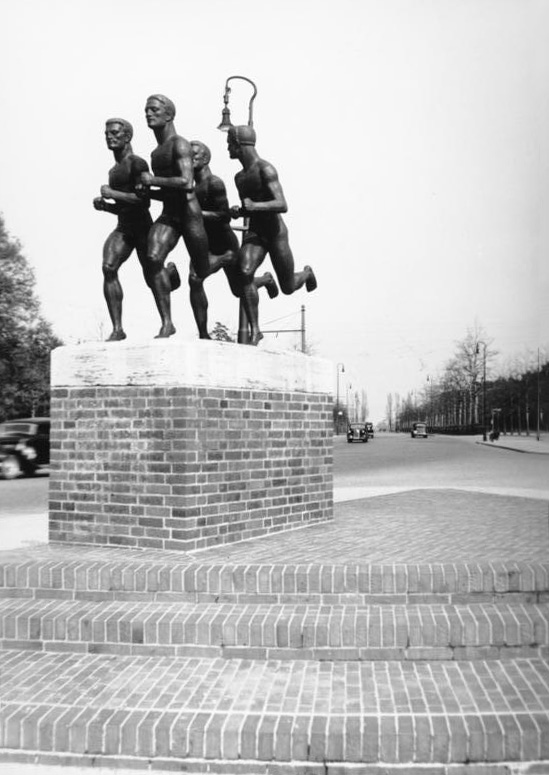
Gruppo di corridori sulla Scholzplatz a Berlino-Westend, 1928

Il suo stile, dopo iniziali influenze naturalistiche neobarocche, si indirizzò ad un monumentalismo rappresentativo ispirato dallo Jugendstil e dalle opere neoclassiche di Adolf von Hildebrand, come dimostrò il monumento a Bismarck in Amburgo, nel 1906, realizzato dopo aver vinto un importante concorso, e caratterizzato dalle forme stilizzate, disadorne e schematiche.
Tra le altre opere fondamentali di Lederer si possono menzionare il monumento allo Studente caduto nella prima guerra mondiale, nell'Università Humboldt di Berlino, il sacrario di Magonza, le grandi sculture per le città di Buenos Aires (Fertility Fountain) e Chicago (Tempio Goethe).
Con gli stili contemporanei, quali il Cubismo, il costruttivismo, l'espressionismo, il Dadaismo, la Nuova oggettività, il Futurismo, Lederer non ebbe grandi aderenze, e nemmeno con l'arte nazista.
(Zeitgenössische Kunst, Hugo Lederer)
(Zeitgenössische Kunst, Hugo Lederer)
Tra gli allievi di Lederer si ricordano Karl Müller, Kurt Lauber, Paul Gruson, Fritz Melis, Wilhelm Heiner, Josef Thorak,  Gustav Seitz, Roeder, Hans Mettel, Catherine Heise, Ulrich Kottenrodt, Kurt Harald Isenstein, Otto Weissmuller, Frieda Riess, Theo Akkermann, August Tolken, e in una certa misura anche Waldemar Grzimek.